# Tanox
Tanox，一間美國生物製藥（Biopharmaceutical）公司，位於德州休斯頓。於1986年3月，由生物化學家唐南珊與張子文創立。主要生產氣喘用藥，以及愛滋病試劑。唐南珊長期擔任這間公司的執行長，負責公司營運，張子文則專心於藥物研發與專利的取得。
現為基因泰克公司的子公司。

## 歷史
2007年，被基因泰克公司收購。

## 外部連結
- www.tanox.com（页面存档备份，存于）